# Châu Á–Thái Bình Dương
Châu Á – Thái Bình Dương (gọi tắt: APAC) là một khu vực trên Trái Đất nằm gần hoặc nằm ở phía Tây Thái Bình Dương, bao gồm nhiều quốc gia và vùng lãnh thổ Đông Á, Nam Á, Đông Nam Á, Trung Á, Tây Á, Australasia và châu Đại Dương. Đôi khi thuật ngữ này còn được sử dụng để chỉ những quốc gia vùng Nam Á, Nga, Nam Mỹ và Bắc Mỹ dù các nước này nằm xa hoặc gần như không có liên hệ đến vùng Thái Bình Dương
Bất chấp tính xác thực của thuật, nó vẫn được sử dụng phổ biến từ cuối thập niên 1980 trong giao thương với thị trường tư bản, và các loại hình hợp tác kinh tế chính trị khác.
Trong một số trường hợp, khu vực này mở rộng ra phần lớn châu Á, các nước nằm trong vành đai Thái Bình Dương kéo dài từ châu Đại Dương đến Nga, vòng xuống phía tây châu Mỹ. Ví dụ như: Diễn đàn Hợp tác Kinh tế châu Á – Thái Bình Dương, bao gồm các quốc gia Canada, Chile, Nga, México, Peru và Hoa Kỳ.

## Khu vực chính
Khu vực châu Á – Thái Bình Dương có thể được hiểu theo nhiều quan điểm, theo một trong những quan điểm đó thì khu vực gồm:
- Afghanistan
- Ashmore and Cartier Islands
- Úc
- Bahrain
- Đảo Baker
- Bangladesh
- Bhutan
- Bản mẫu:Country data Bougainville
- Brunei
- Campuchia
- Trung Quốc
- Hồng Kông
- Ma Cao
- Đài Loan
- Chuuk
- Đảo Christmas
- Quần đảo Cocos (Keeling)
- Quần đảo Cook
- Bản mẫu:Country data Quần đảo biển san hô
- Đông Timor
- Đảo Phục Sinh
- Polynésie thuộc Pháp
- Fiji
- Hawaii
- Heard Island and McDonald Islands
- Đảo Howland
- Ấn Độ
- Indonesia
- Iran
- Iraq
- Israel
- Đảo Jarvis
- Đảo san hô Johnston
- Jordan
- Kazakhstan
- Rạn san hô Kingman
- Kiribati
- Kurdistan
- Kuwait
- Kyrgyzstan
- Lebanon
- Lào
- Malaysia
- Maldives
- Micronesia
- Bản mẫu:Country data Quần đảo Midway
- Mông Cổ
- Myanmar
- Nauru
- Nepal
- New Caledonia
- New Zealand
- Nhật Bản
- Niue
- Đảo Norfolk
- Oman
- Pakistan
- Palau
- Palestine
- Đảo san hô Palmyra
- Papua New Guinea
- Philippines
- Quần đảo Pitcairn
- Quần đảo Marshall
- Quần đảo Solomon
- Qatar
- Bản mẫu:Country data Đảo Salas y Gómez
- Samoa
- Ả Rập Saudi
- Sri Lanka
- Singapore
- Syria
- Tajikistan
- Thái Lan
- Bắc Triều Tiên
- Hàn Quốc
- Tokelau
- Tonga
- Bản mẫu:Country data Quần đảo Eo biển Torres
- Turkmenistan
- Tuvalu
- Các Tiểu Vương quốc Ả Rập Thống nhất
- Uzbekistan
- Vanuatu
- Việt Nam
- Wallis và Futuna
- Đảo Wake
- Yemen
- Samoa thuộc Mỹ
- Guam
- Quần đảo Bắc Mariana
- Bản mẫu:Country data Tây Papua